# Cigarettes and Valentines
Cigarettes and Valentines미국의 록 밴드 그린 데이의 미발표 앨범이다. 7번째 정규 앨범이 될 예정이었다. 2003년에 녹음되었으며, 완성 직전에 누군가가 마스터 녹음된 테이프를 훔쳤다. 일부 노래는 백업이 수행되어 있었지만, 몇 음원은 찾을 수가 없어, 새로운 작품을 처음부터 다시 만들 수밖에 없었다.
빌리 조 암스트롱은 이 앨범에 대해 Nimrod.와 Warning:이 섞인 것 같은 느낌의 작품이었다고 했으며, "good stuff"하고 하였다. 이후 제작된 American Idiot]가 히트를 하였다.